# デオキシリボジピリミジン-endoヌクレオシダーゼ
デオキシリボジピリミジン-endoヌクレオシダーゼ(Deoxyribodipyrimidine endonucleosidase、EC 3.2.2.17)は、デオキシリボ核酸(DNA)中のシクロブタジピリミジンの5'-ピリミジン残基及び対応するデオキシリボース残基の間のN-グリコシド結合を切断する反応を触媒する酵素である。系統名は、DNA-デオキシイノシン デオキシリボヒドロラーゼ(deoxy-D-ribocyclobutadipyrimidine polynucleotidodeoxyribohydrolase)である。エンドヌクレアーゼV(endonuclease V)、PD-DNAグリコシラーゼ(PD-DNA glycosylase)等とも呼ばれる。